# خانه و ساباط مستوفی
خانه و ساباط مستوفی مربوط به دوره قاجار است و در بشرویه، خیابان ملا عبدالله فاضل تونی بشرویه، کوچه مستوفی واقع شده و این اثر در تاریخ ۵ تیر ۱۳۸۴ با شمارهٔ ثبت ۱۱۹۲۰ به‌عنوان یکی از آثار ملی ایران به ثبت رسیده است.

## معماری بنا
سبک معماری و بادگیرهای زیبا و ساباط در جانب شمال شرقی این سازه و تزئینات گچی در بخش‌های دیگر بنا از ویژگی‌های بارز خانه مستوفی به شمار می‌رود. نقشه کلی این عمارت مستطیل شکل می‌باشد و ورودی آن در میانه ضلع جنوب غربی واقع شده است. پس از ورودی دالانی کم عرض قرار دارد که به حیاط متصل می‌شود. در طرفین دالان ورودی ۲ اتاق کوچک تعبیه شده‌است. صحن حیاط فضایی مستطیل شکل دارد که با آجرهایی مربع شکل فرش شده‌است.
ایوان پوششی مسطح دارد و در بخش فوقانی با ۲ ستون هشت ضلعی و ۲ نیم ستون و ۳ قوس گهواره‌ای مزین شده‌است. فضای طرفین ایوان به صورت دو اشکوبه است. دیوار ضلع غربی عمارت با ۵ طاق نمای عمیق و مرتفع تزئین شده، این طاق نماها دارای رسمی‌بندی‌هایی گچی‌اند. در ضلع جنوبی و شمالی بنا، ورودی چند اتاق به چشم می‌خورد که در بخش بالا و اطراف ورودی‌ها، طاقچه‌ها و طاق‌نماهایی زیبا ساخته شده است.
حوض خانه مستوفی فضایی هشت ضلعی دارد که حوض دایره‌ای کوچکی در مرکز آن ساخته شده است این فضا با کلاه فرنگی زیبایی پوشیده شده و تزئینات رسمی‌بندی هنرمندانه‌ای دارد. زیرزمین عمارت که حکم سردخانه را داشته، فضایی مستطیل شکل دارد که با قوسی خفیف و آجرهای خفته و راسته اجرا شده‌است. در ضلع شمال شرقی منزل که مشرف به کوچه‌ای کم عرض است، ساباطی به طول ۱۸متر ساخته شده که دیوارهای آن با ۲۰ طاق‌نمای ظریف تزئین شده است. مصالح به کار رفته در منزل و ساباط مستوفی خشت خام و در قسمت‌هایی آجر با ملات گل و گچ می‌باشد. بادگیر این خانه یکی از منحصر به فردترین بادگیر ها در ایران است و نمای بسیار زیبایی دارد 

## نگارخانه

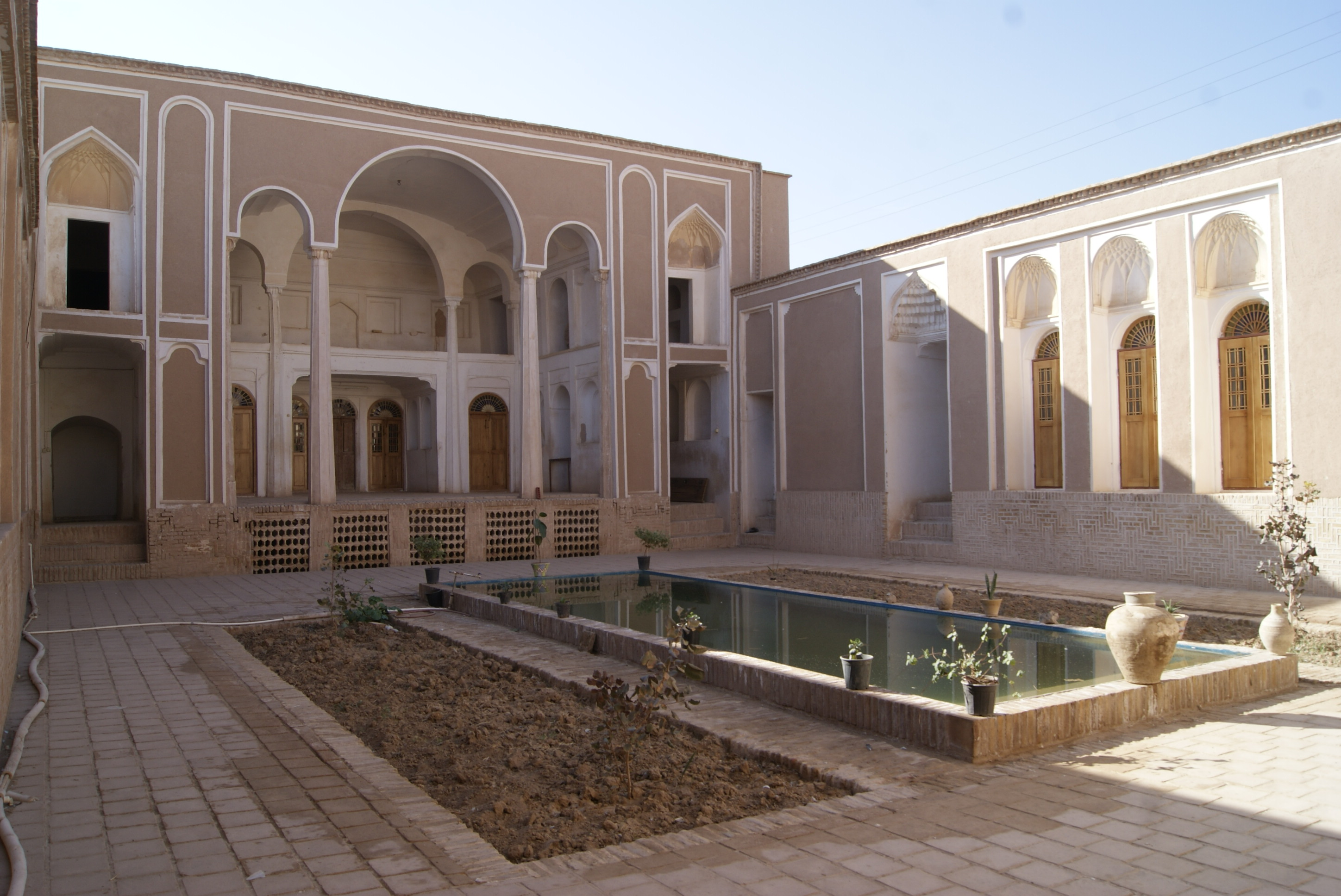
صحن خانه
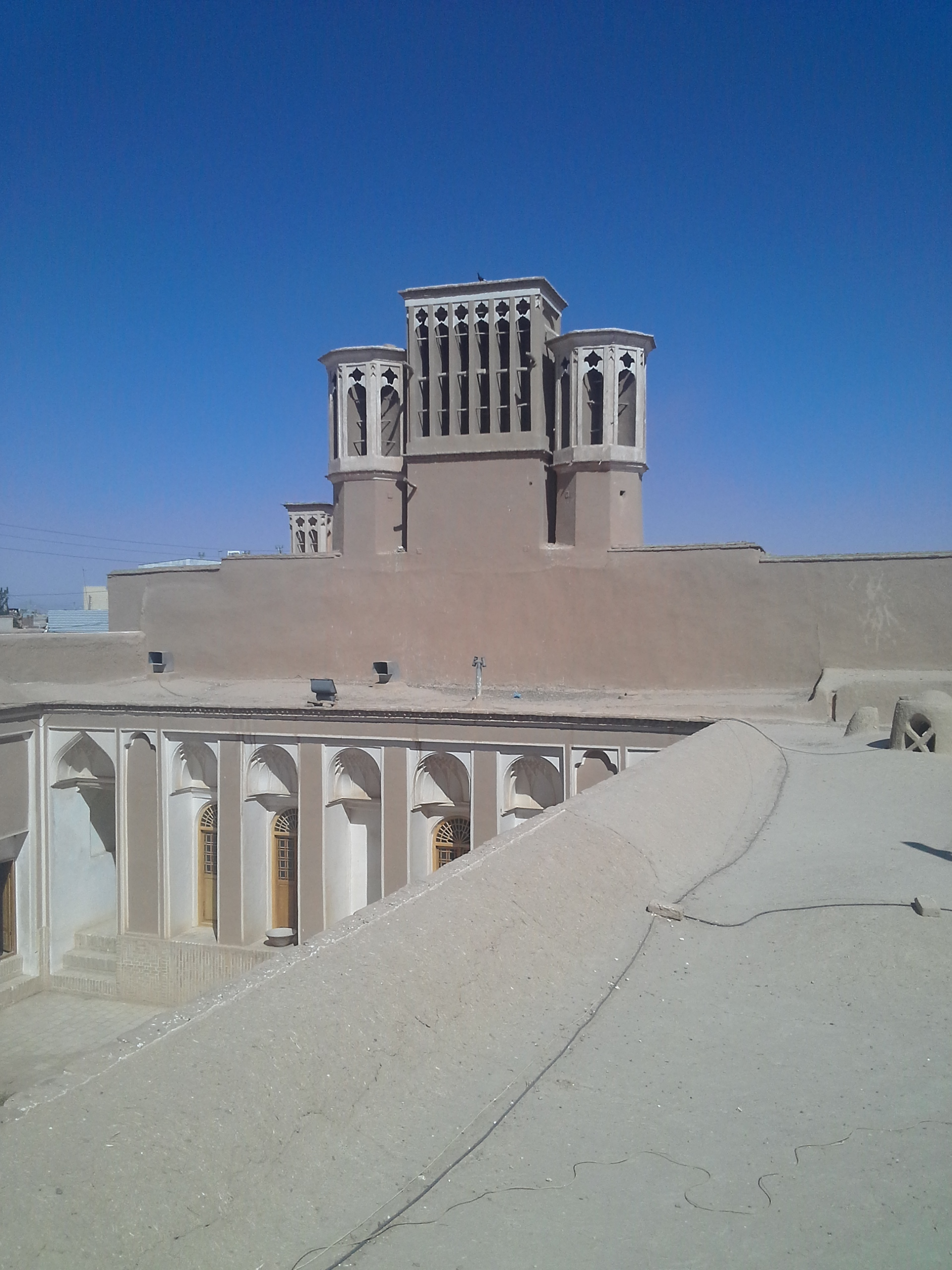
نمایی از بادگیر
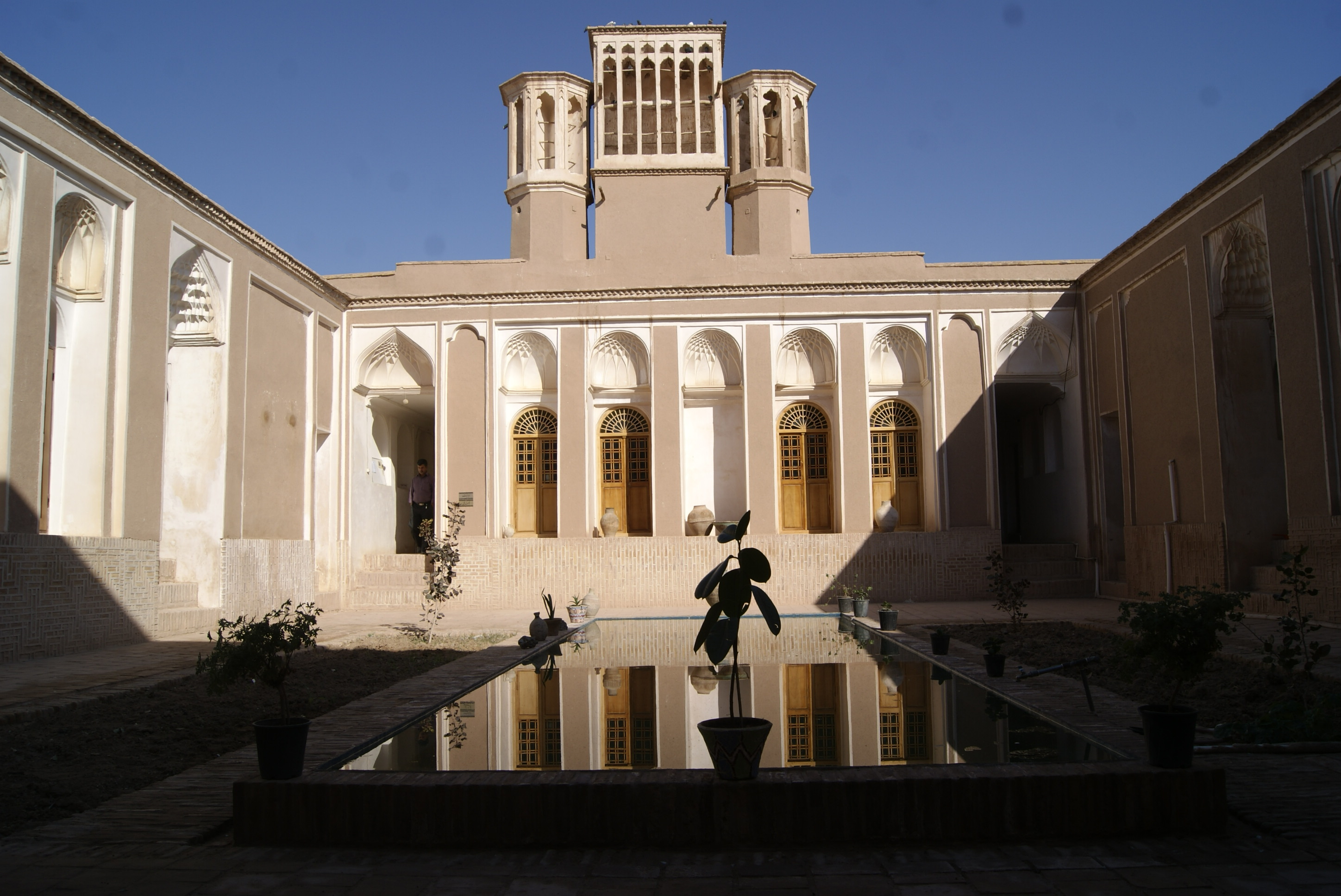
صحن خانه
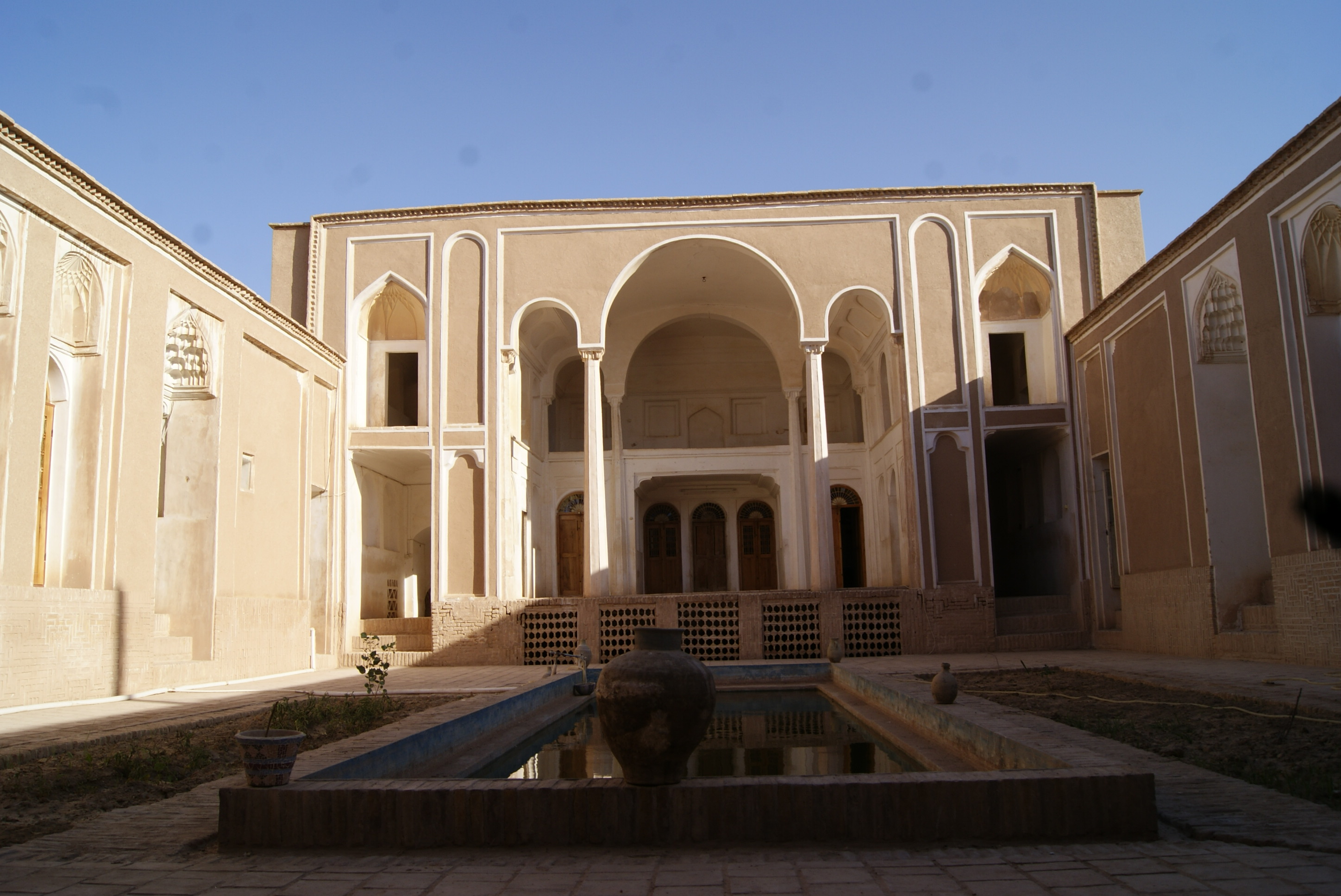
صحن خانه
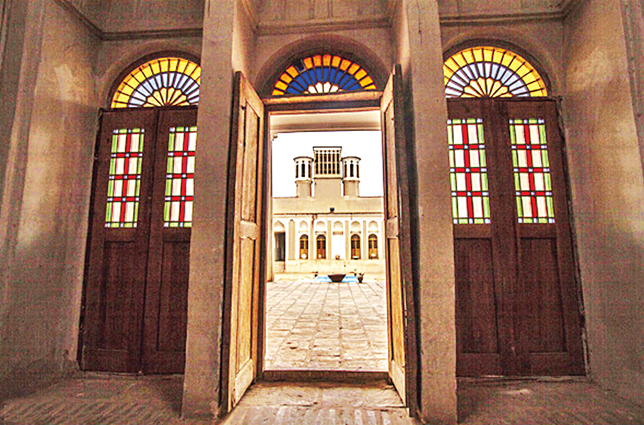
ارسی اتاق
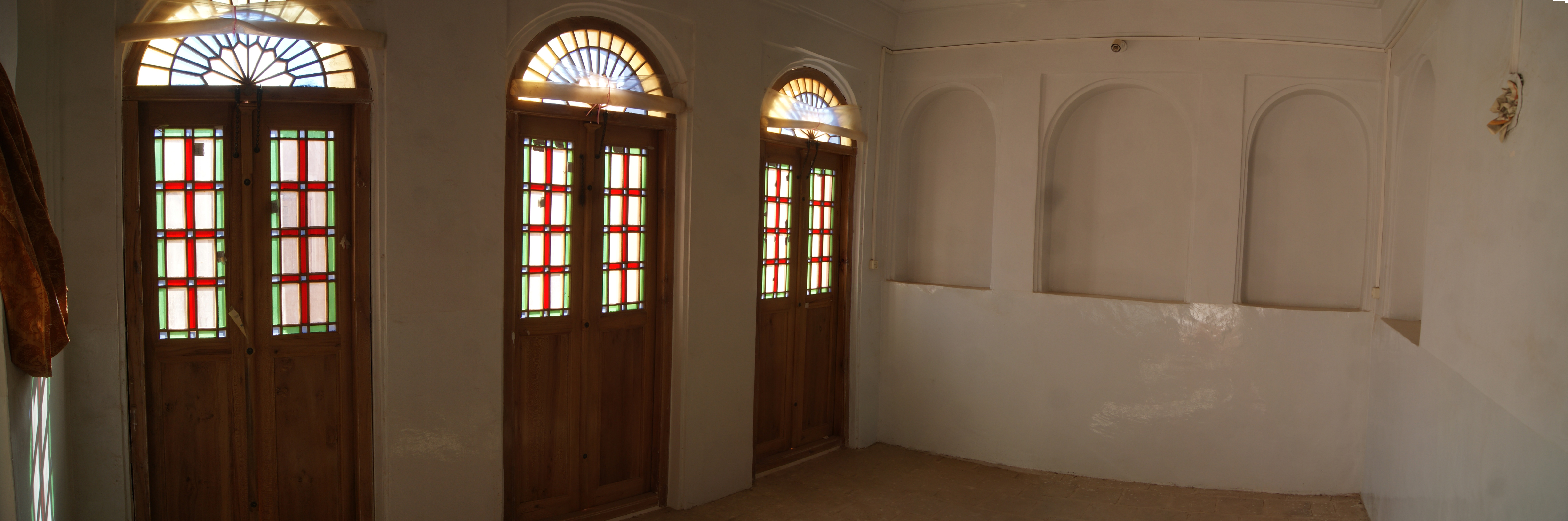
اتاق ارسی غربی
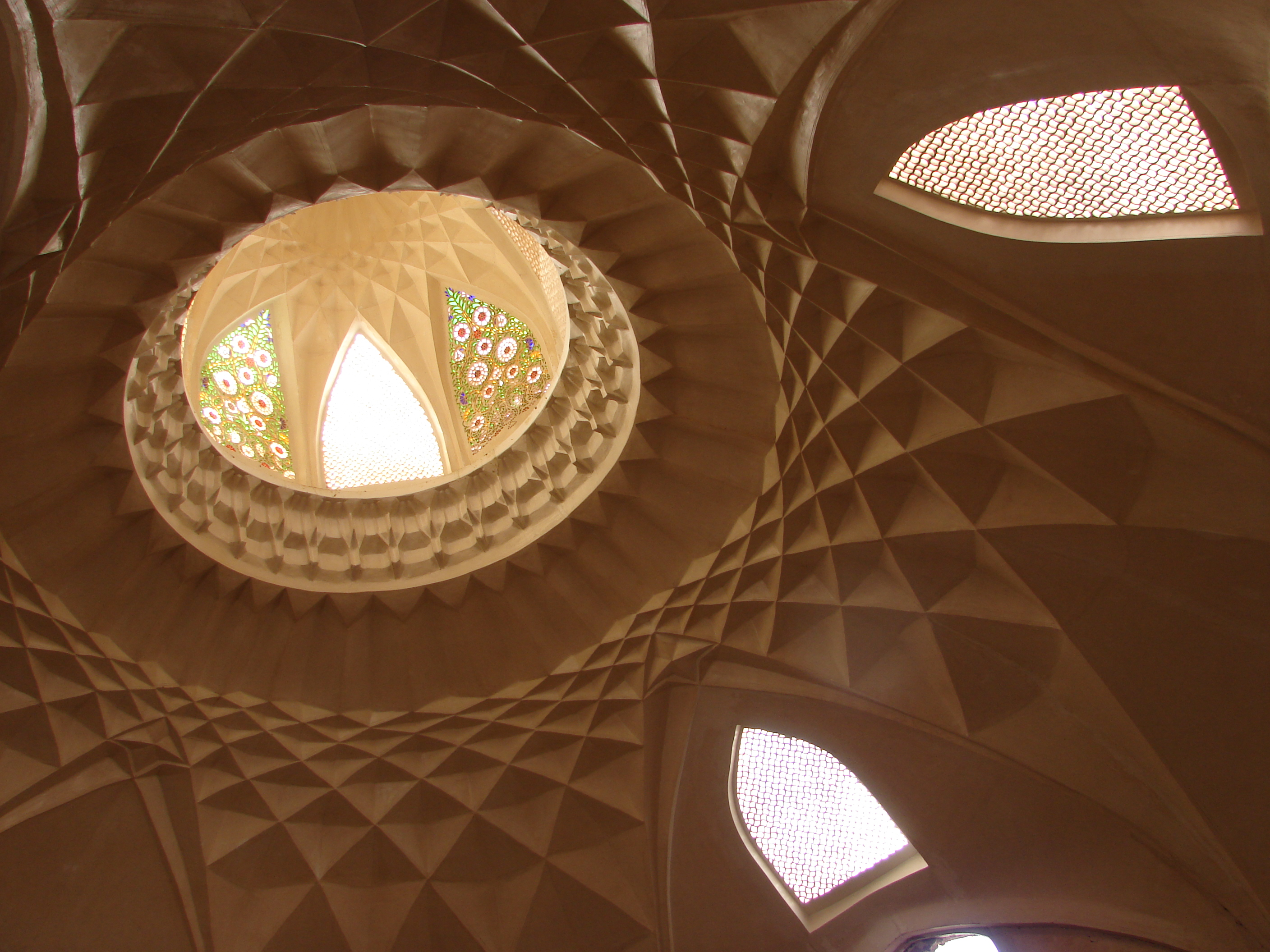
نقش و نگار سقف خانه
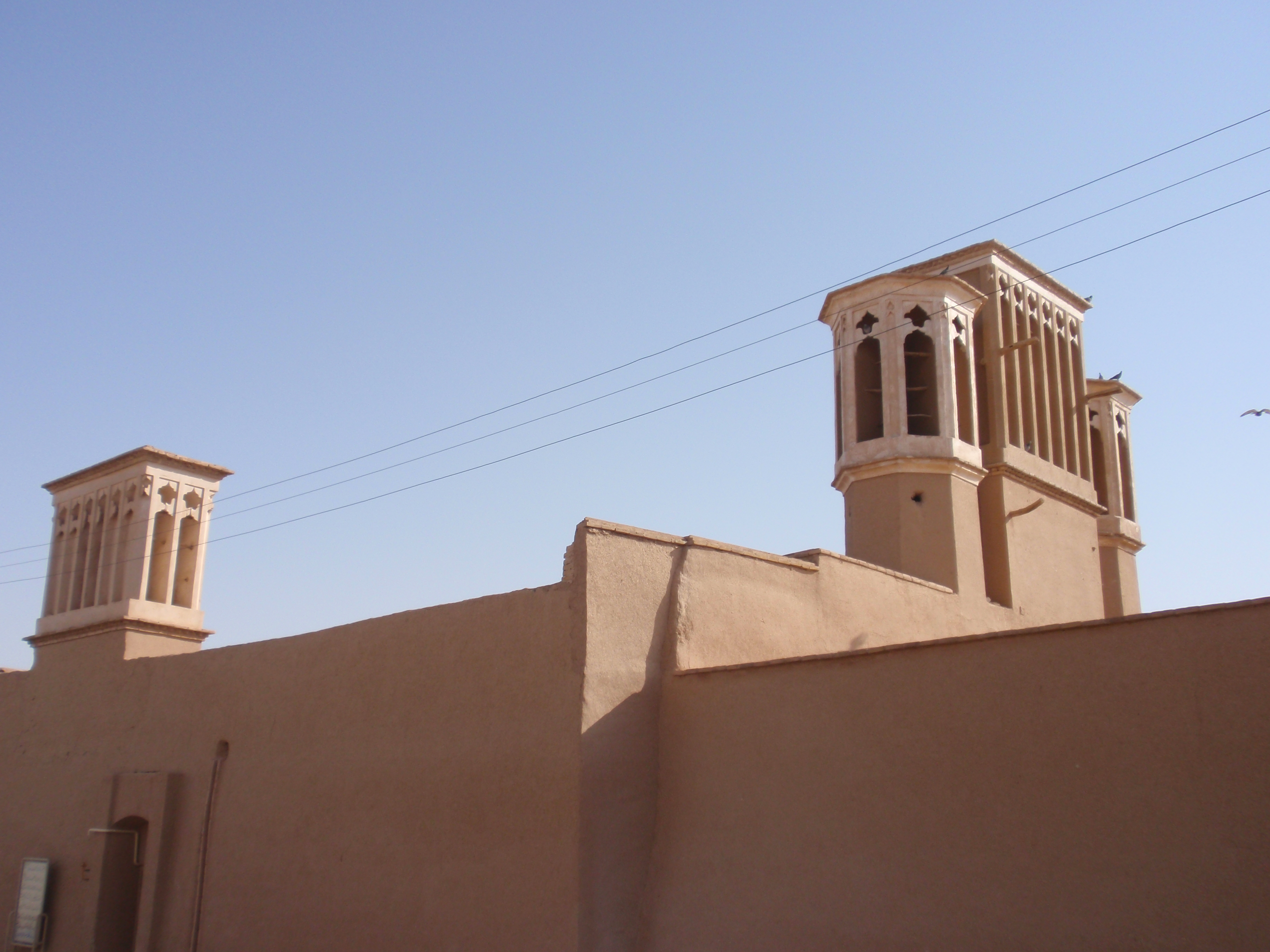
نمایی از بادگیر